# Granslev Å
Granslev Å er et mindre vandløb i Favrskov Kommune. 
Granslev Å udspringer ved Tulstrup i Sall Sogn, hvorfra den løber mod nordøst og danner grænse mellem Sall Sogn og Hammel Sogn. Ved Pøt Mølle drejer den mod nord. På denne del danner den grænse mellem Haurum Sogn og Skjød Sogn. Åen fortsætter mod nord, løber øst om Granslev, inden den munder ud i Lilleåen sydøst for Laurbjerg. Derigennem er Granslev Å en del af Gudenå-systemet.
Granslev Å løber i bunden af Granslev Ådal, som deler den nordlige del af Frijsenborgskovene i to. 